# Bethlehem
Bethlehem (auch Betlehem, Efrata; hebräisch בֵּית לֶחֶם Bejt Leḥem, arabisch بيت لحم Bait Lahm, DMG Bayt Laḥm) ist eine Stadt im Westjordanland mit 29.930 Einwohnern; sie gehört staatsrechtlich zu den Palästinensischen Autonomiegebieten, geomorphologisch zum Judäischen Bergland und grenzt im Norden an Jerusalem. Die Stadt beheimatet zwei Universitäten. Zur Agglomeration Bethlehem gehören auch Beit Dschala und Beit Sahur; letzterer Ort hat wie Bethlehem biblische Bedeutung für die Israeliten, weil sie der Überlieferung nach der Geburtsort König Davids sein soll. Für die Christen in der ganzen Welt ist die Stadt von besonderer Bedeutung, weil sie der Überlieferung nach der Geburtsort Jesu ist. Bürgermeister der Stadt Bethlehem ist der arabische Christ Hanna Hanania.

## Wortherkunft
Die Bedeutung des Namens בֵּית לֶחֶם bêt læḥæm, deutsch ‚Bethlehem‘ ist bisher ungeklärt. Während בֵּית bêt eindeutig mit „Haus“ zu übersetzen ist, ist der zweite Namensbestandteil unklar. לֶחֶם læḥæm steht im Hebräischen für „Brot“, لحم / laḥm im Arabischen dagegen für „Fleisch“, in manchen südarabischen Dialekten auch für „Fisch“. Die Wurzel bezeichnet somit ursprünglich ein Nahrungsmittel. Es ist entweder „Haus des Brotes“ oder „Haus des Fleisches“ zu übersetzen.
Möglich ist aber auch eine Ableitung des zweiten Wortbestandteils aus der homonymen Wurzel lḥm mit dem semantischen Feld „kämpfen“; Bethlehem hätte dann die Bedeutung „Haus des Kampfes“. Weitere Deutungen beziehen das Götterpaar Lahmu/Lahamu in ihre Überlegungen ein, Bethlehem wäre demnach das „Haus der Gottheit Lahmu/Lahamu“.

## Biblische Überlieferung

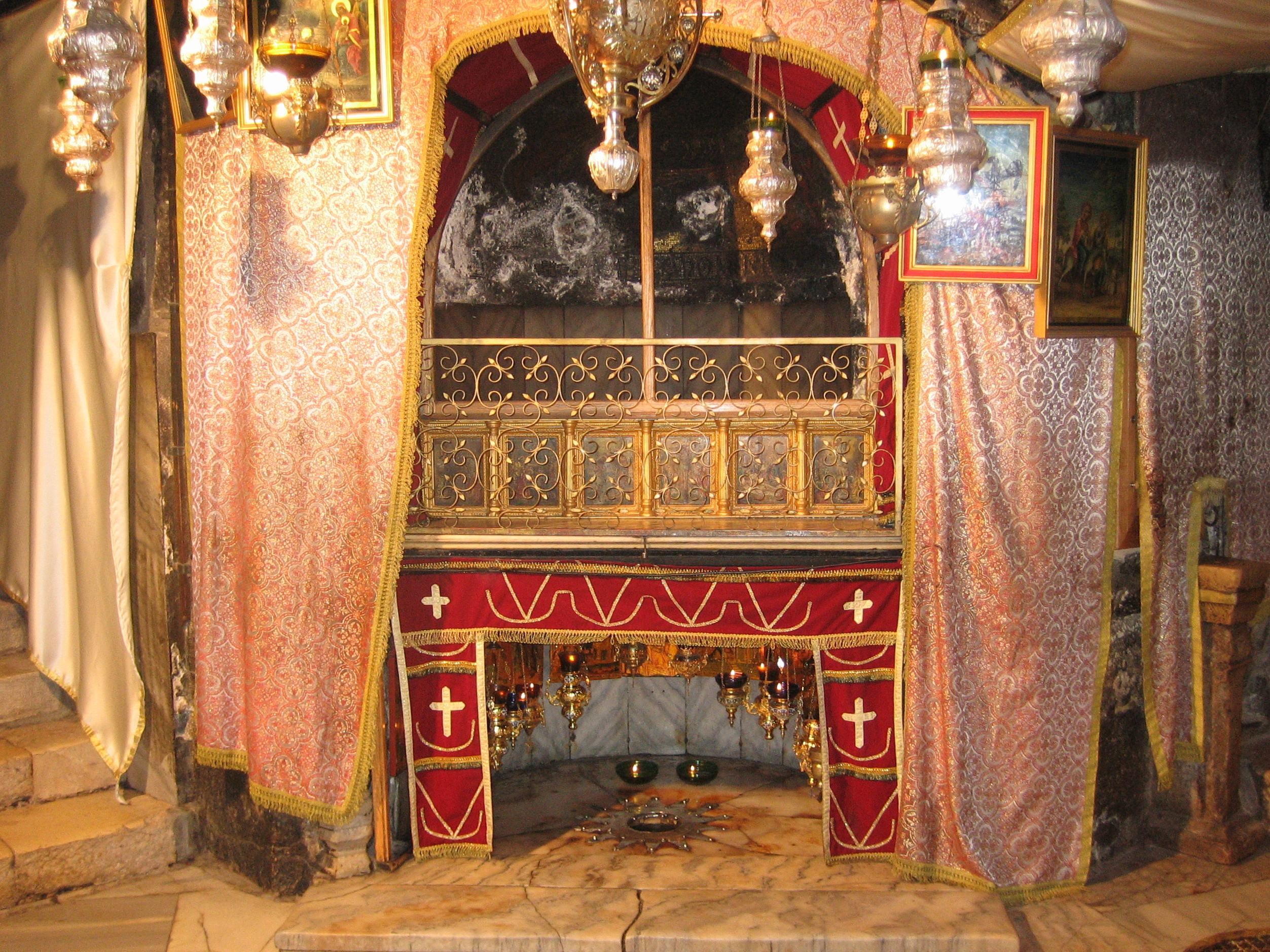
Altar über dem Stern von Bethlehem in der Geburtsgrotte

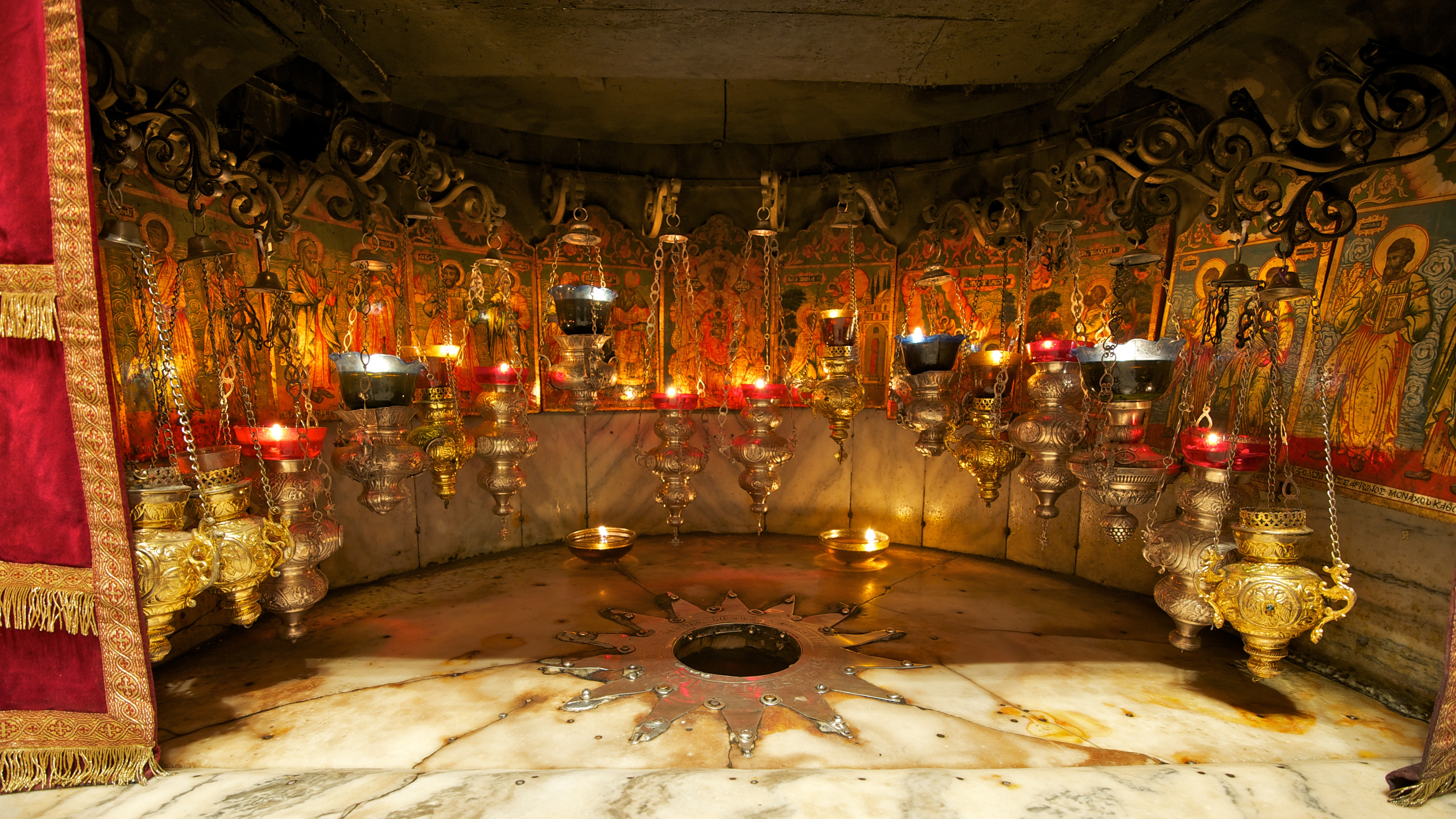
Stern von Bethlehem in der Geburtsgrotte

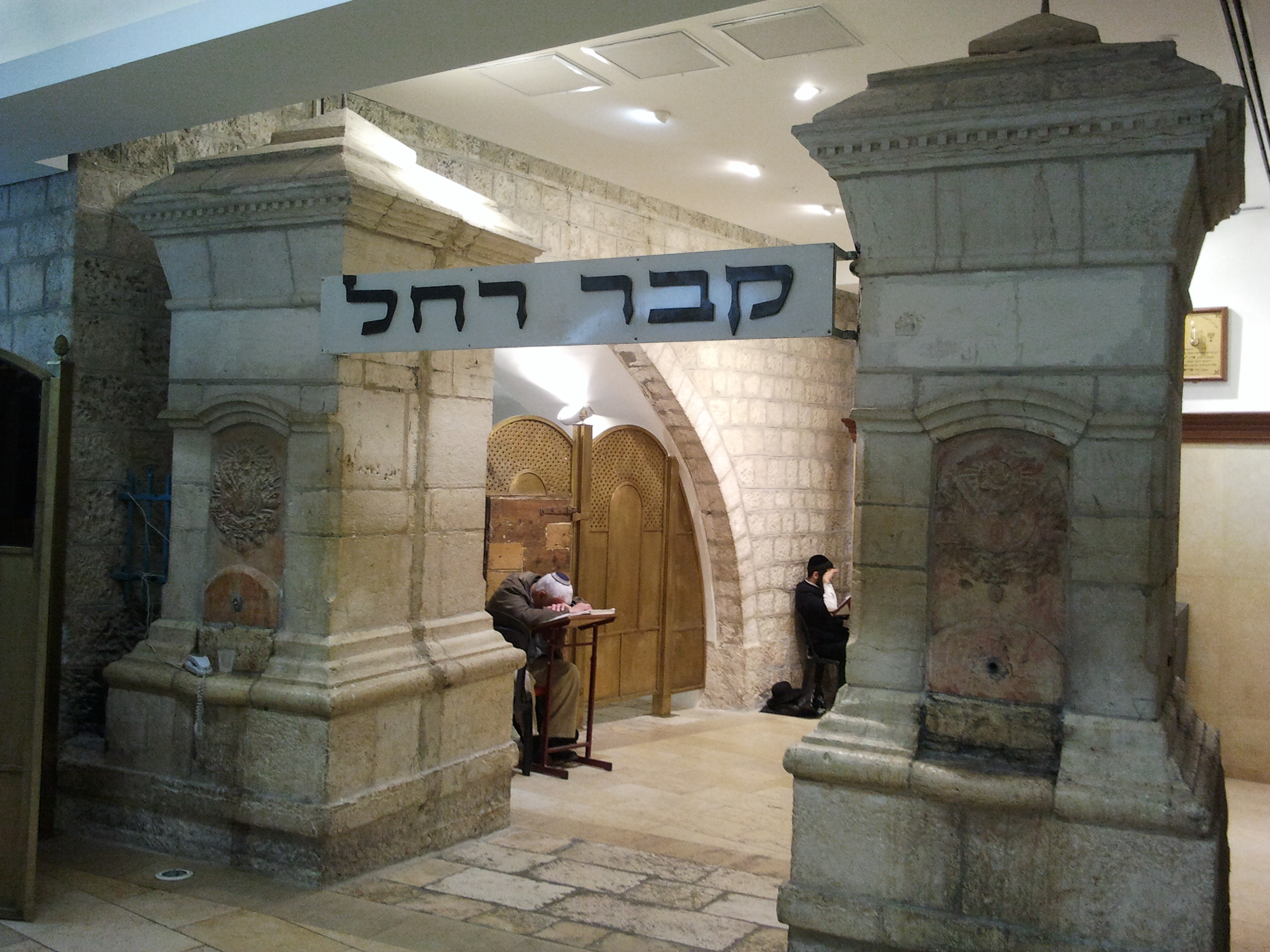
Das Grab Rachels heute

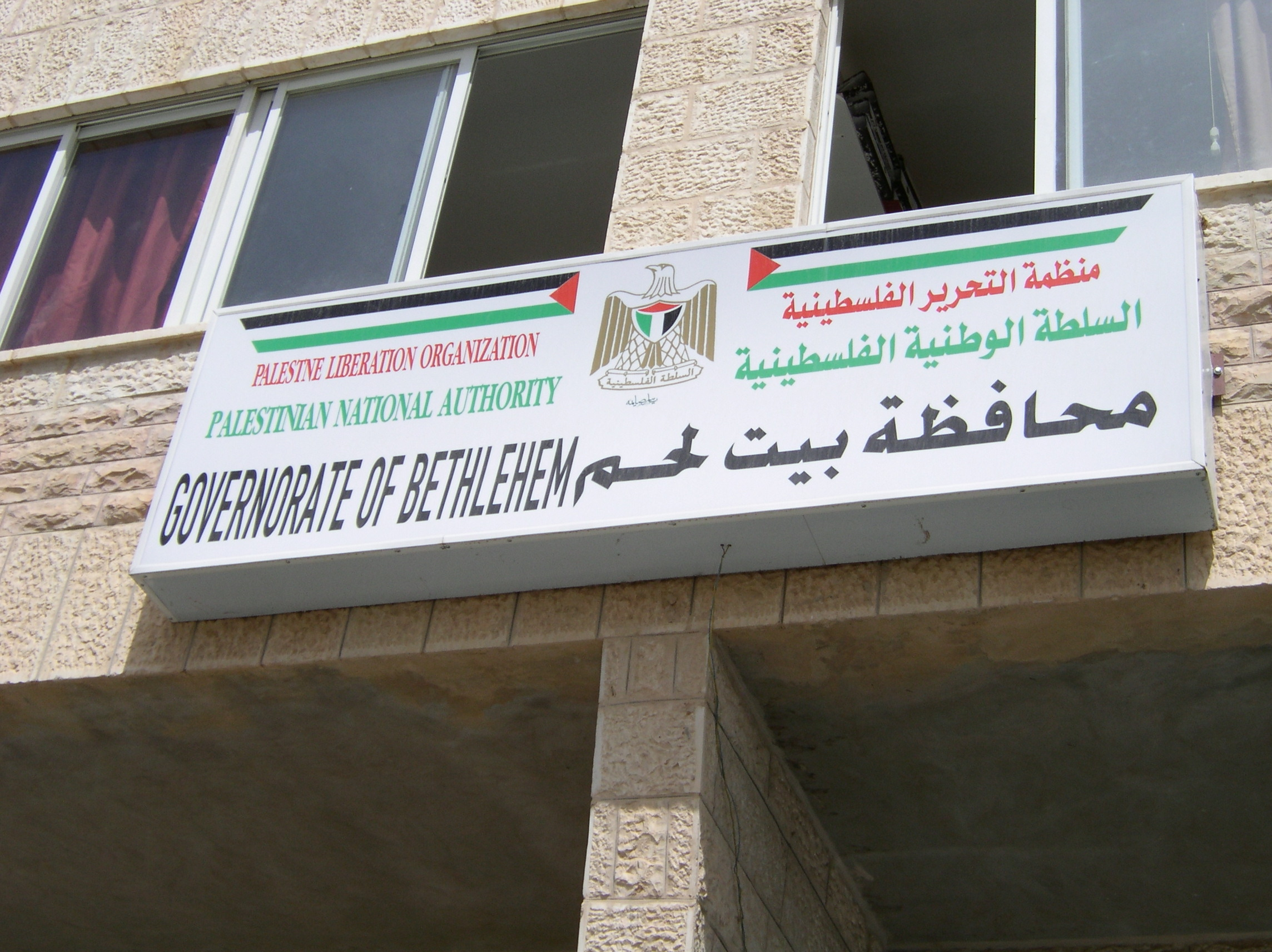
Hauptsitz des Gouvernements Bethlehem

Der Ort wird in der Bibel erstmals in Gen 35,19  erwähnt. Dort heißt es, dass Jakobs geliebte Frau Rahel „an der Straße nach Efrata, das jetzt Betlehem heißt“, begraben wurde (vgl. auch Gen 48,7). Nach der Eroberung Kanaans durch die israelitischen Stämme fiel das Städtchen dem Stamm Juda zu (Jos 15,59; 1Chr 4,22). Auch das Geschehen aus dem Buch Rut spielt sich zu einem großen Teil in Betlehem ab und sowohl Ruts erster Schwiegervater Elimelech wie auch ihr späterer Mann Boas (Ruth 2,4) kamen aus diesem Ort (Rut 1,1 ). Ruth zieht mit ihrer ersten Schwiegermutter Noomi nach Bethlehem (Ruth 1,19.22), wo sie mit Boas eine Familie gründet (Ruth 4,11).
Betlehem war nach 1 Sam 16,1  der Herkunftsort Davids, wo auch der erwartete Messias als Nachkomme („Sohn“) Davids zur Welt kommen sollte (Mi 5,1 ). In diesem Vers wird es als „Betlehem-Efrata“ bezeichnet, um es von einem anderen Ort mit Namen Betlehem zu unterscheiden, der im Stammesgebiet von Sebulon, ca. 11 km westnordwestlich von Nazareth, lag (Jos 19,15).
Weitere Belege im Tanach sind die folgenden:
- Der Richter Ibzan (siebenjähriges Richteramt) stammt aus Bethlehem und ist dort begraben (Ri 12,8.10)
- Ein junger Levit aus Bethlehem wird bei Micha als Priester eingestellt (Ri 17,7–13)
- Eine erzürnte Nebenfrau eines Leviten in Ephraim läuft ihm davon zu ihrem Vater nach Bethlehem, woher sie stammt; der Levit zieht ihr hinterher und versöhnt sich mit ihr; auf ihrer Rückreise übernachten sie in Gibea, wo dem Leviten Schlimmes angetan werden soll; stattdessen kann aber die Nebenfrau herausgegeben werden, die dann zu Tode vergewaltigt wird; der Levit teilt die Leiche in zwölf Stücke, je eines für die zwölf Stämme, um alle Stämme über die Schandtat zu informieren (Ri 19)
- Samuel kommt nach Bethlehem, die Heimatstadt Isais und Davids (1Sam 17,12; 20,6.28), wo David die Schafe seines Vaters hütet (1Sam 17,15), um Gott zu opfern und den neuen König – letztendlich David – zu salben (1Sam 16,4)
- Asaël wird im Grab seines Vaters in Bethlehem begraben (2Sam 2,32)
- Jair-Ogrim, aus Bethlehem hat einen Sohn namens Elhanan, der in der Auseinandersetzung mit den Philistern Lachmi, den Bruder Goliats aus Gat, erschlägt (2Sam 21,19 1Chr 20,5)
- Drei Helden Davids riskieren ihr Leben, um Wasser aus Bethlehem zu holen, das zu dem Zeitpunkt von den Philistern besetzt ist (2Sam 23,14–17; 1Chr 11,17–19)
- Nach dem Exil kehren 123 Männer von Bethlehem zurück (Esr 2,21); deren Anzahl zusammen mit Netofa beträgt 188 (Neh 7,26)
- Jismael ermordet Gedalja, den Statthalter des Königs von Babel, und flieht deshalb mit seinen Leuten nach Ägypten, wobei er in Bethlehem eine Zwischenstation einlegt (Jer 41,17)
- Im Zwölfprophetenbuch findet sich eine Verheißung des Propheten Micha über Bethlehem als Geburtsort eines Hoffnungsträgers, die im NT als Jesus gedeutet wird (Mi 5,1)

Nach Matthäus 2,1  und Lukas 2,4–11 , implizit auch Johannes 7,42 , wurde Jesus Christus in Betlehem geboren. Der angenommene Geburtsort in einer Höhle wird wohl schon ab dem 2. Jahrhundert verehrt. Seit dem Jahr 333 steht an der Stelle die Geburtskirche. Am 29. Juni 2012 wurde die Geburtskirche in die Weltkulturerbe-Liste der UNESCO aufgenommen. Umstritten ist, ob Betlehem tatsächlich der Geburtsort Jesu ist. Stattdessen gilt heute Nazareth als der wahrscheinlichste Geburtsort, siehe Geburtsort von Jesus von Nazaret.

## Geschichte

Die Mauer von Bethlehem

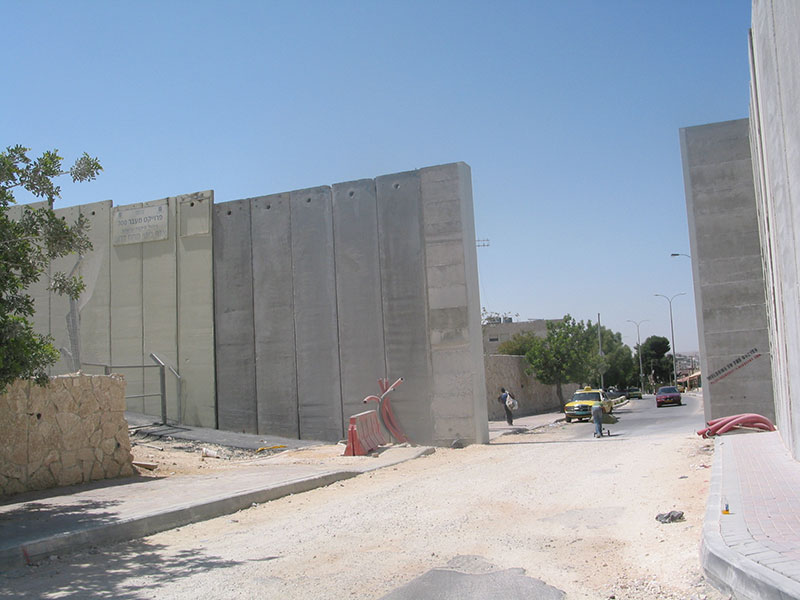
Passierpunkt der Mauer von Bethlehem

Feuersteine aus der Jungsteinzeit, die an verschiedenen Stellen der heutigen Stadt entdeckt wurden, sind die frühesten Zeugnisse menschlicher Besiedlung. Die frühesten archäologischen Belege für dauerhafte Besiedlung während der späten Kupfersteinzeit (ca. 3800–3400 v. Chr.) fanden sich in den Höhlen bei der Ortschaft Bait Sahur, etwa 2,4 Kilometer von der Geburtskirche entfernt. Künstliche Terrassen in der Nähe, sowie Gräber bezeugen dort auch eine Siedlung zu Beginn der Frühbronzezeit (ca. 3400–3200 v. Chr.). Letztere bezeugen auch eine Siedlung für die späteren Phasen der Frühbronzezeit (bis ca. 2300 v. Chr.) besiedelt war. Dabei wurden in einem Grab u. a. 160 Gefäße entdeckt. Der Ausgräber vermutet, dass auch während der mittleren Bronzezeit Siedlungskontinuität bestand, deren Traditionen sogar noch bis in die frühe Eisenzeit reichten.
In der Zeit von Kaiser Konstantin wurde eine erste Kirche über der Geburtsgrotte errichtet. Später wurde sie unter Kaiser Justinian um das Jahr 540 wieder aufgebaut.
640 nahmen in der Islamischen Expansion Truppen des Kalifen ʿUmar ibn al-Chattāb Bethlehem ein. Die südliche Apsis der Geburtskirche ließ er als Gebetsraum für Muslime einrichten und förderte den Zugang für christliche Pilger. Die Lage der Christen verschlechterte sich ab 1071 unter den Seldschuken. Pilgerreisen waren in dieser Zeit mit großer Unsicherheit verbunden. 1099 zogen die Kreuzritter des Ersten Kreuzzugs in Bethlehem ein. Auf sie folgten 1244 die Ayyubiden, sodann die Mamluken, die wenig auf den Unterhalt der christlichen Bauten gaben, und ab 1516 die Osmanen, die in den weitgehend verlassenen Ort mit rund 100 Einwohnern einzogen und Elemente der Geburtskirche als Spolien für Bauten in Jerusalem abtransportierten.
Bis ins 13. Jahrhundert beherbergte der Ort viele Nestorianer, bis ins Jahr 1616 waren sie vollständig in der lateinischen Gemeinde aufgegangen. In einem von mehreren in Amarna entdeckten Briefen des Abdi-Hepa, des Herrschers von Jerusalem im 14. Jahrhundert v. Chr., kommt der Ortsname Bit-Laḫmi vor. Es wird oft vertreten, dass dies die erste schriftliche Erwähnung von Bethlehem sei, was aber nicht unstrittig ist. 1555 entstand zwischen griechischen und lateinischen Christen ein Streit über einen angeblich 30 km langen Tunnel, den die Lateiner bis in die Hafenstadt Jaffa gegraben hätten, um Kreuzritter nach Bethlehem zu schaffen. Griechisch-orthodoxe und Lateiner stritten sich um die Geburtskirche, für die den Griechen dank einem 1566 erlassenen und 1568 bereits wieder aufgehobenen osmanischen Ferman ein Schlüssel zugestanden worden war. 1598 gründeten die Franziskaner die erste ihrer Terra-Santa-Knabenschulen im Heiligen Land und betrieben Proselytismus zum Ärger der griechisch-orthodoxen Gläubigen. 1632 wurden in Bethlehem rund 300 Haushalte gezählt, darunter befanden sich etwa 20 lateinische Familien. Die lateinische katholische Gemeinde wuchs auf rund 1000 Personen um 1761.
Bis 1629 dominierten die Lateiner die Heiligen Stätten. 1630 gelang es den Griechen, die Lateiner auszuschließen. 1690–1757 waren es wiederum die Lateiner, die in den Heiligen Stätten das Sagen hatten. Ab 1757 mit Mäßigung erneut die Griechen. Auf den 2. Februar 1852 wurde der Status Quo für die Heiligen Stätten festgelegt. 1872 wurde die Kapelle der Milchgrotte errichtet. 1904 waren laut einer Zählung des griechisch-orthodoxen Patriarchats von Jerusalem 3600 der in Bethlehem lebenden Christen griechisch-orthodox.
Ibrahim Pascha ließ unter der ägyptischen Herrschaft (1831–1841) das muslimische Viertel 1834 zerstören, weil sich dessen Bewohner gegen die Zwangsrekrutierung gewehrt hatten. Die Christen, denen er dies nicht abverlangt hatte, blieben verschont, ihre Wohnhäuser beschädigte jedoch im selben Jahr ein Erdbeben, dabei wurde das Mar-Saba-Kloster fast vollständig zerstört. Der britische Jude Sir Moses Montefiore finanzierte indes die Restaurierung des Rahelgrabs, für das er 1841 den Schlüssel erhielt und das er zum Pilgerort für Juden und Muslime ausbaute, wobei er einen Mihrāb einbauen ließ. Die Protestanten unter der Leitung des Schweizer Missionars Samuel Gobat eröffneten 1850 eine Schule in Bethlehem, ab 1886 war sie lutherisch.
1963 hatte Bethlehem rund 60.000 Einwohner. Zwischen 1948 (Palästinakrieg) bis 1967 (Sechstagekrieg) war Bethlehem jordanisch. Infolge des Krieges von 1967 verringerte sich die Einwohnerzahl auf 14.000, der überwiegende Teil der Menschen floh nach Jordanien. Aida (arabisch: مخيم عايده), auch 'Ayda, ist ein palästinensisches Flüchtlingscamp rund 2 Kilometer nördlich des historischen Zentrums. Das Camp entstand 1950 für Nakba-Flüchtlinge aus der Gegend von Jerusalem. 1125 Personen lebten in 94 Zelten. Im Jahr 2014 lebten rund 5498 Menschen im Camp.
Am 21. Dezember 1995 übergab Israel Bethlehem im Rahmen des Oslo-II-Abkommens an die Palästinensische Autonomiebehörde. Nördlich der Stadt verläuft seit 2002 die israelische Sperranlage, die mit einer bis zu acht Meter hohen Mauer Bethlehem von Jerusalem und kleineren palästinensischen Dörfern wie Walaja und Jaba trennt. Die Bewegungsfreiheit der palästinensischen Bewohner der Stadt Bethlehem wird dadurch eingeschränkt.
In der Agglomeration Bethlehem gab es in den 1950er-Jahren nur wenige Moscheen. 2007 waren es fast 100. Am Tag der Ankunft Arafats am 23. Dezember 1995 wurde auf dem Dach der Geburtskirche Bethlehems ein 4 × 4 Meter großes Modell des muslimischen Felsendoms aufgestellt. Die Christen antworteten mit dem Aufstellen großer beleuchteter Kreuze auf ihren Privathäusern. Im Januar 1996, wenige Tage nach der Übergabe Bethlehems an die Palästinensische Autonomiebehörde (PA), wohnten 49.654 Christen in den palästinensisch-kontrollierten Gebieten im Westjordanland und in Gaza. Seitdem sollen 10.754 Christen diese Gebiete verlassen haben, etwa die Hälfte von ihnen seit Ausbruch der El-Aksa-Intifada im September 2000. Allein in Bethlehem, der größten Konzentration von Christen, sank deren Zahl von 29.401 auf 23.659. Die Ursachen dafür sind umstritten. Während die israelische Regierung und pro-israelische Gruppen die Spannungen zwischen Christen und Muslimen aufgrund der Stärkung islamistischer Strömungen sowie das soziale Gefälle zwischen eher wohlhabenden Christen und ärmeren Muslimen dafür verantwortlich machen, ergab eine Umfrage aus dem Jahr 2006 unter christlichen Bewohnern der Stadt, durchgeführt vom Palestinian Centre for Research and Cultural Dialogue, dass 78 % der Christen die israelischen Reiserestriktionen für den Exodus ihrer Glaubensgenossen verantwortlich machen. 90 % gaben an, muslimische Freunde zu haben, und 73 % der Christen Bethlehems glauben, dass die PA das christliche Erbe in der Stadt mit Respekt behandelt.
Von der PA wurde bestimmt, dass der Bürgermeister und sein Stellvertreter Christen sein müssen. Sogar die Konfession des Bürgermeisters ist festgelegt: griechisch-orthodox oder römisch-katholisch. In Anbetracht der Bevölkerungsentwicklung regt sich von Seiten der Muslime Widerstand gegen dieses Statut. Andererseits erlaubt dieser Umstand den Partnerstädten, die politischen Kontakte mit der von der Hamas dominierten Stadt aufrechtzuerhalten.
Am 7. Oktober 2023 beging die Hamas einen Terrorangriff auf Israel und tötete über 1.100 Menschen. Daraufhin begann ein blutiger Krieg. Bethlehem hat deshalb seitdem kaum Einnahmen durch Tourismus. Gerade der Weihnachtstourismus ist bedeutend. Arbeitslosigkeit und Armut haben stark zugenommen.

## Archäologie
2012 wurde in einer Pressemitteilung verbreitet, dass die älteste sichere außerbiblische schriftliche Erwähnung des Ortes sich auf einem 2012 durch Eli Shukron in Jerusalem entdeckten Lehmsiegel aus dem 8./7. Jahrhundert v. Chr. befände, das aus dem Königreich Juda stammt. Dieser Fund wurde bisher (Stand 2021) allerdings offenbar nicht publiziert.

## Rahelgrab
Nach der jüdischen Tradition liegt das Rahelgrab (hebräisch Ḳever Raḥel, arabisch Qubbat Rahil) in Judäa nördlich von Betlehem. Nach biblischer Überlieferung wurde Rachel „an der Straße nach Efrata, das jetzt Betlehem heißt“ (Gen 35,19 ) begraben. Rachel steht im Judentum auch als Symbol für Israel und seine Trauer um das verlorene Volk Ephraim, das nicht aus assyrischer Gefangenschaft zurückkehrte: „Rahel weint um ihre Kinder und will sich nicht trösten lassen“ (Jer 31,15 ).

## Kirchen und Kapellen
- die Geburtskirche, die von griechisch-orthodoxen, armenischen und römisch-katholischen Christen genutzt wird
- die römisch-katholische Katharinenkirche (direkt an die Geburtskirche angebaut)
- die Kapelle der Milchgrotte südlich der Geburtskirche
- die evangelisch-lutherische Weihnachtskirche

## Museen
- Internationales Weihnachtsmuseum, Krippenmuseum
- Baituna-al-Talhami-Museum, Volkskundemuseum
- Badd-Dschaqaman-Museum, der Produktion und der Verwendung von Olivenöl gewidmet
- The Walled Off Hotel, Hotel und Kunstprojekt mit integriertem Museum über den Nahostkonflikt (seit 2023 geschlossen)
- Palästinensisches Museum für Naturgeschichte

## Universitäten
Seit 1973 gibt es die vom Vatikan gegründete Katholische Universität Bethlehem. Es sind 3014 Studenten immatrikuliert; davon ein Drittel Christen und zwei Drittel Muslime (Stand 2010). Es wird Philosophie, Wirtschafts- und Naturwissenschaften, Erziehung, Krankenpflege und Tourismus gelehrt. Außerdem wird ein Studiengang von acht Semestern mit theologischen, religiösen und soziologischen Fächern angeboten, der mit einem Bachelor of Arts abgeschlossen wird.
Im September 2007 wurde von der palästinensischen Administration die Gründung einer zweiten Universität in Bethlehem bekanntgegeben. Die Aufnahme des Studienbetriebs an der Ahliya-Universität erfolgte mit unmittelbarer Wirkung.

## Krankenhäuser
Schon 1882 eröffneten französische Vinzentinerinnen ein Krankenhaus, aus dem 1990 das Krankenhaus der Heiligen Familie (Holy family hospital), eine Geburtsklinik des Malteserordens hervorging.
Die Kinderhilfe Bethlehem betreibt seit 1952 das Caritas Baby Hospital, das einzige palästinensische Kinderspital im Westjordanland, welches die Mütter in die Behandlung der Kinder einbezieht.

## Tourismus

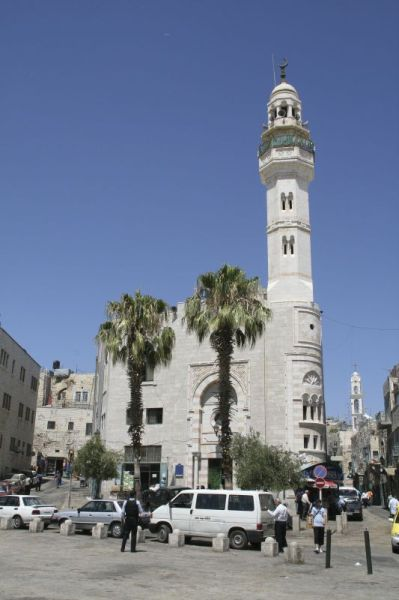
Omar-Moschee und Omar-Platz gegenüber der Geburtskirche Jesu

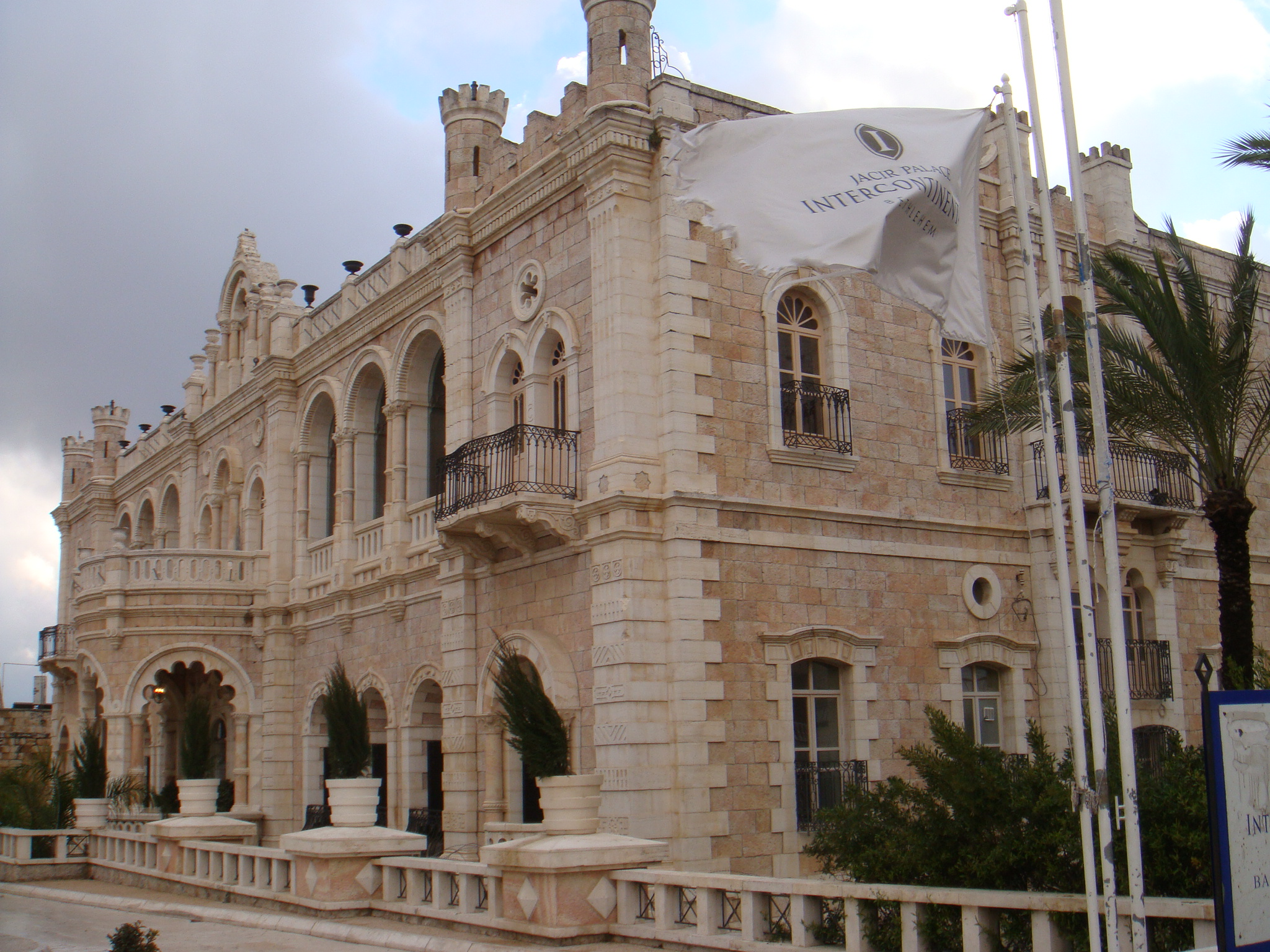
Fünfsternehotel Intercontinental (2010)

Der Fremdenverkehr war für die Stadt immer eine wichtige Einnahmequelle. Durch die Nähe zu Jerusalem übernachteten viele Reisegruppen früher lieber in den günstigeren palästinensischen Hotels als in der Hauptstadt. Nach der Autonomie entstanden deswegen große Hotelneubauten, die von zurückgekehrten Auswanderern errichtet wurden, z. B. Hotel Bethlehem, Hotel Nativity. Der Krippenplatz wurde nach dem Bau einer Parkgarage autofrei. Die vielen Andenkenläden lebten auch von den Tagestouristen gut. Mit großem Eifer wurde das Jubiläumsjahr 2000 vorbereitet und eröffnet, doch der Ausbruch der Zweiten Intifada zerstörte alle Bemühungen. Die mehrmalige israelische Besetzung der Stadt (einmal mit Belagerung von Geburtskirche und St. Katharinenkirche) verursachte große Schäden. Die große Mauer behinderte den Tourismus massiv, und das umständliche Durchqueren der Grenzkontrollstelle führte dazu, dass die Reisegruppen nur noch selten in der Stadt übernachteten. Die großen Hotels mussten wieder schließen bzw. ihre Kapazität reduzieren, Tagesgäste mussten an der Grenze zu Jerusalem den Bus und den Reiseführer wechseln. Die großen Werkstätten für Olivenholz-Schnitzereien mussten viele Mitarbeiter entlassen. Sie konnten ihre Produkte zwar noch in Jerusalem vermarkten, aber mit weniger Gewinn.
Im Jahre 2010 hatte sich die touristische Lage wesentlich verbessert: Etwa die Hälfte der Touristen übernachtete in Bethlehem und besuchte die dortigen Restaurants; viele Souvenirläden boten ihre Waren an. Erstmals seit dem Jahr 2000 fanden wieder Touristenführungen durch israelische Reiseleiter statt.

## Wirtschaftskonferenz
Bethlehem war 2008 Gastgeber der größten jemals in den Palästinensischen Autonomiegebieten stattgefundenen Wirtschaftskonferenz, der Palestine Investment Conference. Die Initiative dazu ging vom palästinensischen Ministerpräsidenten Salam Fayyad aus. Es nahmen über 1000 Geschäftsleute, Banker und Regierungsbeamte überwiegend aus dem mittleren Osten teil. Die Konferenz wurde 2010 unter der Schirmherrschaft von Präsident Mahmud Abbas mit nahezu 2000 Teilnehmern aus 32 Ländern fortgesetzt.

## Bürgermeister
- Hanna Mansur 1895–1915
- Salim Issa al-Batarseh – 1916–1917
- Salah Giries Jaqaman – 1917–1921
- Musa Qattan – 1921–1925
- Hanna Ibrahim Miladah – 1926–1928
- Nicoloa Attalah Shain – 1929–1933
- Hanna Issa al-Qawwas – 1936–1946
- Issa Basil Bandak – 1946–1951
- Elias Bandak – 1951–1952
- Afif Salm Batarseh – 1952–1953
- Elias Bandak – 1953–1957
- Ayyub Musallam – 1958–1962
- Elias Bandak – 1963–1972
- Elias Freij – 1972–1997
- Hanna Nasser – 1997–2005
- Victor Batarseh 2005–2012
- Vera Baboun – 2012–2017
- Anton Salman – 2017–2022
- Hanna Hanania – 2022–2024
- Anton Salman – 2024–2025
- Maher Nicola Canawati – seit 2025[29]

## Partnerstädte
Bethlehem unterhält Partnerschaften mit folgenden Städten:
- Bukarest, Rumänien, seit 2013
- Sarpsborg, Norwegen, seit 1997
- Köln, Deutschland, seit 1996
- Catanzaro, Italien, seit 2015
- Capri, Italien, seit 2013
- Turin, Italien, seit 2015
- Civitavecchia, Italien, seit 1998
- Greccio, Italien, seit 1992
- Asti, Italien, seit 1992
- Assisi, Italien, seit 1989
- Pratovecchio, Italien, seit 1993
- Montevarchi, Italien, seit 1993
- Florenz, Italien, seit 1962
- Orvieto, Italien, seit 1996
- Verona, Italien, seit 1998[32]
- Mailand, Italien, seit 2000
- Brescia, Italien, seit 2007[33]
- Otranto, Italien, seit 2008
- Gallipoli, Italien, seit 2008
- Montesarchio, Italien, seit 2008
- Athen, Griechenland
- Córdoba, Spanien, seit 1988
- Abu Dhabi, Vereinigte Arabische Emirate, seit 1977
- Villa Alemana, Chile, seit 2006
- Concepción, Chile, seit 2006
- Rabat, Marokko, seit 1999
- Pretoria, Südafrika, seit 1999
- Saint-Herblain, Frankreich, seit 1992
- Chartres, Frankreich, seit 1994
- Straßburg, Frankreich, seit 1998
- Creil, Frankreich, seit 2009
- Glasgow, Vereinigtes Königreich, seit 1992
- Monterrey, Mexiko, seit 1997
- Steyr, Österreich, seit 1999
- Natal, Brasilien, seit 1999
- Valinhos, Brasilien, seit 1996
- São Pedro do Butiá, Brasilien, seit 2008
- Burlington, USA, seit 1993
- Orlando, USA, seit 2001
- Sacramento, USA, seit 2009
- Częstochowa, Polen, seit 2004
- Sankt Petersburg, Russland, seit 2003
- Wladimir, Russland, seit 2013[34]
- Mayruba, Libanon, seit 2011
- Den Haag, Niederlande, seit 2000
- Lissabon, Portugal, seit 1995[35]
- Yalvaç, Türkei, seit 2000
- Madaba, Jordanien, seit 1996
- Cusco, Peru, seit 1993[36]
- Marrickville, Australien, seit 2008

Daneben bestehen auch partnerschaftliche Beziehungen zu den Regionen Umbrien in Italien und KwaZulu-Natal in Südafrika.
In Verbindung mit Friedensaktionen junger Menschen steht die ökumenisch angelegte Aktion „Friedenslicht aus Betlehem“, die 1986 in Österreich ihren Anfang nahm. Träger sind in Deutschland primär die Pfadfinderinnen- und Pfadfinderverbände.

## Ehrenbürger
- Gottfried Dossing (1906–1997), deutscher römisch-katholischer Prälat
- Hermann Leithenmayr (1941–2010), österreichischer Gewerkschafter und Politiker (SPÖ)